# Lago Weissen
El lago Weissen (en alemán: Weißensee) es un lago situado en la región administrativa de Suabia, en el estado de Baviera (Alemania), a una elevación de 787 metros; tiene un área de 134 hectáreas. 
Se encuentra sobre la ladera norte de los Alpes.